# Barycz (powiat przemyski)
Barycz – wieś w Polsce położona w województwie podkarpackim, w powiecie przemyskim, w gminie Stubno.
We wsi jest rzymskokatolickiej kościół filialny Miłosierdzia Bożego należący do parafii Matki Bożej Szkaplerznej w Stubnie. 
W II Rzeczypospolitej wieś w powiecie przemyskim w województwie lwowskim.
W latach 1944–1945 nacjonaliści ukraińscy z OUN-UPA zamordowali tutaj 5 Polaków, paląc część gospodarstw po przesiedlonych Ukraińcach.
W latach 1975–1998 miejscowość należała administracyjnie do województwa przemyskiego.

## Etymologianazwy wsi
Nazwa wsi należy do najstarszych nazw na prawym brzegu Sanu i ze względu na jej polskie pochodzenie, często cytowana jest przez niektórych historyków, wskazuje bowiem na "prapolskość" tych ziem. Jej znaczenie podkreśla w swojej pracy Prapolski bastion toponimiczny w Bramie Przemyskiej i Lędzanie profesor Jerzy Nalepa:
```
 
Spośród tych nazw największą wartość przedstawia zwarty bastion zachodniosłowiańskich (prapolskich) nazw 
Stubno
-Barycz-
Nakło
 na wschód od Sanu, a na północny wschód od Przemyśla
[
8
]
.
```